# Саєнтологія
Саєнтологія (від лат. scio: знання і грец. λόγος: вчення) — релігійно-філософське вчення, що було засновано і розвинено американським фізиком-ядерником, письменником та відставним військовим Л. Р. Хаббардом 1950-х роках після набуття популярності його першої праці в цьому напрямі — «Діанетика».
Церква Саєнтології була описана урядовими запитами, міжнародними парламентськими органами, вченими, юристами та численними рішеннями вищих судів як небезпечний культ і маніпулятивний бізнес для отримання прибутку. Але після численних судових процесів у багатьох країнах світу, організації вдалося досягти юридичного визнання як релігійної установи, включаючи Австралію, Італію та Сполучені Штати та інші країни. Також, у США, Великобританії, Іспанії, Мексиці, Колумбії, Македонії. Австралії, Нідерландах та інших країнах світу, Саєнтологію було визнано релігійною організацією, яка приносить користь суспільству.

## Суть та основні течії
Л. Рон Хаббард охарактеризував Саєнтологію як прикладну релігійну філософію. Саєнтологія містить у собі філософію і техніку духовного вдосконалення і охоплює такі теми як мораль, етика, детоксикація (очищення організму від токсичних речовин), освіта, управління та ін. Саєнтологія вчить, що людина — це безсмертна, духовна істота (Тетан), яка перебуває у фізичному тілі та прожила незліченну кількість минулих життів.
Спочатку Л. Рон Хаббард розробив низку ідей і принципів нової науки, які він назвав Діанетикою, і яку він представляв як форму терапії. Цьому він сприяв через різні публікації, а також через Фонд діанетичних досліджень Хаббарда, який він заснував у 1950 році. Через величезний спротив традиційної науки й особливо психіатрії, де Хаббарду спочатку надали приміщення для проведення своїх досліджень, які повністю спростовували застосування медикаментозних методів лікування душевнохворих. У результаті він втратив цей фонд, яким заволоділи певні кола, які надзвичайно негативно ставились до цієї новітньої діяльності з удосконалення духовного і фізичного стану людини. До 1954 року Хаббард відновив права на Діанетику та залишив обидва предмети під егідою Церкви саєнтології, перекваліфікувавши цю тему як релігію (система світоглядних поглядів на первинність духовного і вторинність матеріального) та перейменував її в Саєнтологію, зберігаючи термінологію, доктрини та практику одитингу (діанетична і саєнтологічна психотерапія, яка значною мірою відрізняється від традиційної психотерапії).
У Саєнтології є два напрями: Церква Саєнтології та Вільна Зона. Церква Саєнтології (ЦС) існує з 1953 року. Вільна Зона виділилася від ЦС у результаті розколу на початку 1980-х років і не має ні ліцензій, ні професійних спеціалістів на використання практик Саєнтології.
Послідовники Саєнтології є у понад 100 країнах світу. Серед прихильників Церкви Саєнтології є популярні діячі культури, зокрема й зірки Голлівуду.
Критики Саєнтології називають Церкву Саєнтології саєнтологічними рухами, як нетрадиційні релігійні рухи, в яких орієнтація на досягнення науки і техніки поєднується з практикою психоаналізу, фантастикою. Але це абсолютно не є правильним, тому що ці критики зовсім не знайомі з першоджерелами, в яких повністю відкидається практика самоаналізу і його термінологія та термінологія інших традиційних наук (психологія, психіатрія), які переповнені науковою термінологією, що незрозуміла для людей і далека від самовдосконалення, саморозвитку і терапевтичної зміни на краще. Критики також, як правило, заперечують гуманітарну і релігійно-філософську місію Саєнтології, вважаючи її суто комерційним підприємством. Саєнтологічні методи, на думку низки критиків, руйнівно впливають на організм людини і його психіку. Це є, звичайно, також абсолютно невірним, тому що психологія, психіатрія, психоаналіз є найбільш комерціалізовані в цьому напрямі й не приносять майже ніякої користі, особливо психіатрія, яка приносить тільки шкоду людині, застосовуючи для лікування синтетичні психотропні препарати, що роблять її залежною від них.

## Шкала емоційних тонів і виживання
Саєнтологія використовує емоційну систему класифікації, яка називається шкалою тонів. Шкала тонів є інструментом, який використовується в одитингу. Саєнтологи стверджують, що знання положення людини на Шкалі тонів значно покращує її емоційний і фізичний стан та спілкування з іншими людьми та оточенням.
Саєнтологія наголошує на важливості виживання, яке вона поділяє на вісім «динамік», як імпульси виживання кожної людини. Бажання самого індивіда вижити вважається першою динамікою, тоді як друга динаміка стосується продовження роду та сім'ї. Інші динаміки охоплюють ширші сфери дії, включаючи групи, людство, все живе, фізичний всесвіт, дух і нескінченність, пов'язану з Верховною Істотою. Вважається, що оптимальним розв'язанням будь-якої проблеми є те, що приносить найбільшу користь з найбільшої кількості динамік.

## Саєнтологічні технології в освіті
Застосовність вчення Хаббарда також призвела до формування організацій, зосереджених на сфері навчання. Серед них — Applied Scholastics, заснована в 1972 році, яка викладає саєнтологічні «техніки навчання» студентам. Єдиною школою, що викладає за програмою прикладної освіти в Україні, є київська школа англійської мови English Prime. Також, школа «Вайс» — школа бізнесу і бізнесових взаємовідносин, які ґрунтуються на етичних взаємовідносинах між бізнесовими партнерами та бізнесменами і державою.

## Саєнтологія в Україні
В Україні Саєнтологія представлена в Києві, Одесі, Харкові, Ужгороді, Мукачево, Запоріжжі, Дніпрі, Сумах, Володимир-Волинську, Кременчуці. Найбільше представництво у Києві — три центри.

## Інтернет-ресурси
- Church of Scientology homepage
- Scientology — Is This a Religion? by Stephen A. Kent
- An Annotated Bibliographical Survey of Primary and Secondary Literature on L. Ron Hubbard and Scientology
- Lord, Phil (2019). Scientology's Legal System. Marburg Journal of Religion. Marburg Journal of Religion. 21 (1). doi:10.2139/ssrn.3232113. SSRN 3232113.